# Нотович, Николай Александрович
Николай (Шулим) Александрович Нотович (1858 — после 1916) — российский разведчик, писатель, журналист, дворянин и казак-офицер. Известен написанной по-французски книгой «Неизвестная жизнь Иисуса Христа» (более известной как «Тибетское Евангелие»), якобы содержащей ранние проповеди Иисуса и утверждающей, что Иисус с 12 до 30 лет жил в Индии.

## Биография
Его родители были белорусскими евреями, но он в молодости обратился в православие. 
В 1910-х гг. в Петербурге Нотович участвовал в создании акционерного «Товарищества периодических изданий», был директором-распорядителем акционерного общества графических искусств «Дело», редактором-издателем еженедельника «Финансовое обозрение» (1910–17), газеты «Вечерний курьер» (1914) и «Петербургский курьер» (1914–15), издавал еженедельный литературно-художественный журнал «Жемчужина» (1914–15) и газету «Голос» (1915–16), редактировал журнал «Иллюстрированный петербургский курьер» (1914).